# Hamtaro
Hamtaro (とっとこハム太郎, Tottoko Hamutarō) é um animangá de sucesso no Japão e entre outros países que conta as aventuras de pequenos hamsters que saem de suas gaiolas para se reunir com seus amigos ou ajudar os seus donos.
O mangá foi criado e ilustrado por Ritsuko Kawai. Ele foi serializado na revista "Second Grade" de Shogakukan em abril de 1997. Mais histórias de Hamtaro seriam posteriormente adicionadas em outras revistas de nível de série, bem como na Ciao. A série se concentra em um hamster chamado Hamtaro, que vive uma variedade de aventuras com outros hamsters conhecidos como "Ham-Hams" ("Hamuchans" na versão japonesa). A Viz Media publicou as adaptações do mangá e livros de histórias em inglês.
Múltiplas adaptações de anime foram produzidas pela TMS Entertainment e transmitidas na TV Tokyo. A primeira série foi dublada em inglês pelo The Ocean Group.
A dona de Hamtaro (Laura Haruna) sempre escrevia no final de seu diário particular: "Hoje o dia foi bom, mas amanhã vai ser melhor ainda".
No Brasil, esse anime fez muito sucesso entre crianças e adolescentes e foi exibido pela Rede Globo (sendo exibido dentro da TV Globinho), pelo Cartoon Network e também pelo Boomerang.
Em Portugal, foi exibido pela SIC no bloco SIC Kids e mais tarde pelo Canal Panda.
A venda de hamsters no Japão duplicou por causa deste anime. O personagem principal é um hamster de nome Hamtaro (o tema do anime), que mora com sua dona Laura.
Clube dos Ham-Hams na dublagem brasileira: Hamtaro, Bijou, Fofuxo, Chefe, Pashmina, Penélope, Jojô, João, Aurélio, Panda, Soninho, Tureco, Mauricinho, Touquinha.
Clube dos Ham-Hams na dublagem portuguesa: Hamtaro, Bijou, Oxnard, Boss, Pashmina, Penelope, Sandy, Stan, Maxwell, Panda, Snoozer, Howdy, Dexter, Cappy.

## Personagens
- Hamtaro (ハム太郎, Hamutarō)

É um hamster macho laranja e branco, animal de estimação de Laura. De tão inocente que é, não nota o amor que a hamster fêmea Bijou sente por ele. Ele gosta muito de brincar e tem uma ótima relação com a Laura e o Brandy, cão da família da Laura. Está sempre pronto para ajudar os seus amigos. O seu melhor amigo é o Oxnard (Fofuxo).
- Laura Haruna (春名ヒロ子, Haruna Hiroko, Hiroko Haruna)

É a dona de Hamtaro e uma das protagonistas. Em muito dos episódios os Ham-Ham têm que ajudá-la a escapar de problemas na escola e da vida. Trata muito bem a Hamtaro. É a melhor amiga de Kana (Ana) e é apaixonada pelo Travis (Thiago).
- Bóris/Brandy

É o cão da família da Laura. Passa os dias a dormir na sua casota. Quando o Hamtaro e os outros Ham-Hams precisam de ajuda acorda e usa toda a sua energia para os ajudar, tendo-os salvo por diversas vezes. Sempre que o Hamtaro sai de casa, aterra na cabeça do Brandy (Bóris).
- Fofuxo/Oxnard (こうしくん, Kōshi-kun)

Foi o primeiro amigo de Hamtaro, tornando-se o seu melhor amigo. É um hamster comilão e muito brincalhão, mas é desajeitado. É muito medroso, e não larga por nada a sua semente de girassol. Quando a perde fica muito nervoso. Está apaixonado pela Pepper. A sua dona é a Kana (Ana), melhor amiga da Laura (dona do Hamtaro).
- Chefe/Boss (タイショーくん, Taishō-kun)

É um hamster do campo, sem dono. Fundou o Clube dos Ham-Hams, entitulando-se por isso o chefe dos Ham-Hams. Vive no Clube dos Ham-Hams. É um pouco rude e tem um temperamento difícil, mas corajoso e muito amigo dos seus amigos, sempre disposto a ajudar. Consegue prever o tempo através dos seus bigodes. Está apaixonado pela Bijou, fazendo de tudo para a impressionar.  É um escavador de túneis profissional, andando sempre com um capacete amarelo e uma pá na mão.
- Bijou (リボンちゃん, Ribon-chan, Ribbon-chan)

É uma hamster fêmea que tem dois totós, cada um atado com um laço azul. Ela adora bastante os seus laços e tem muito cuidado com o seu pelo. Apesar disso não tem problemas em se sujar para ajudar os seus amigos. Mudou-se com a sua dona de França para o Japão, possuindo um sotaque francês. Considera o Boss (Chefe) como o seu irmão mais velho e as suas melhores amigas são a Pashmina e a Sandy. Está apaixonada pelo Hamtaro. A sua dona é a pianista Maria.
- Aurélio/Maxwell (のっぽくん, Noppo-kun)

É um hamster bastante inteligente que conhece bastantes factos. Quando os Ham-Hams precisam de alguma informação, vão ter com ele. Está apaixonado pela Sandy. Costuma andar sempre com um livro para onde for. A sua dona é a Yume, filha de um bibliotecário.
- Mauricinho/Dexter (めがねくん, Megane-kun)

É um hamster com uma marca de uns óculos no pêlo, não sendo óculos verdadeiros. É bastante bem educado, cavalheiro e sempre pronto a ajudar os outros. Usa sempre um laço vermelho. É o melhor amigo mas também rival no amor do Howdy (Tureco). Está apaixonado pela Pashmina. O seu dono é o oculista Curtis.
- Penélope (ちび丸ちゃん, Chibimaru-chan)

Ela é a mais nova dos hamsters. Por ser um bebé ainda não sabe falar. Usa um lençol amarelo como capa. É a melhor amiga da Pashmina. A sua dona é a Kyle (Camilla), a melhor amiga da dona da Pashmina e colega de turma da Laura.
- Touquinha/Cappy (かぶるくん, Kaburu-kun)

Tem esse nome porque é fanático por chapéus de qualquer tipo. Pode usar panelas, frigideiras, bonés, etc. O seu chapéu preferido é uma grande panela vermelha. Os seus donos são o Kip e a Sue.
- Soninho/Snoozer (ねてるくん, Neteru-kun)

Apareceu um dia no Clube dos Ham-Hams e nunca mais de lá saiu. Não tem dono, como o Boss (Chefe), e passa o tempo todo a dormir dentro de uma meia. De vez em quando, durante o sono dá conselhos importantes para os outros Ham-Hams nalguma situação especial.
- Panda (パンダくん, Panda-kun)

Tem esse nome por causa da sua semelhança com um panda, como as manchas em volta dos olhos. É o construtor/faz-tudo dos Ham-Ham. A sua dona é a Mimi.
- Jingle (トンガリくん, Tongari-kun)

É um hamster cantor e poeta. Quando fala é por rimas, sendo bastante enigmático. A maior parte das vezes os outros hamsters não percebem o que ele quer dizer. Costuma vaguear pela localidade, montado num porco com um laço verde, chamado Herbert. Leva sempre uma guitarra vermelha consigo. Não costuma ir em tantas aventuras quanto o resto dos Ham-Hams pois vagueia pela localidade. Troca o nome do Hamtaro constantemente, só tendo acertado uma vez.
- Pashmina ( マフラーちゃん, Mafurā-chan)

É uma hamster que adora cachecóis. Raramente é vista sem um. Usa um cachecol cor-de-rosa, a sua cor preferida. É a melhor amiga da Penélope, sendo muito protectora dela e considerando-a como sua irmã mais nova. Não nota que o Howdy (Tureco) e o Dexter (Mauricinho) gostam dela, não estando apaixonada por ninguém. A sua dona é a June, a melhor amiga da dona da Penélope e colega de turma da Laura.
- Tureco/Howdy (まいどくん, Maido-kun)

É um hamster que adora contar piadas, mas ninguém lhes acha muita graça. É muito trabalhador e asseado, e anda sempre com um avental vermelho. Tem um dom especial para cálculos financeiros. Nunca foi visto com os olhos completamente abertos. É o melhor amigo mas também rival no amor do Dexter (Mauricinho). Está apaixonado pela Pashmina. Na dublagem japonesa ele fala com um dialeto da região japonesa de Kansai, o que foi adaptado na dublagem brasileira como um sotaque caipira. A sua dona é a Goldie, dona de um supermercado.
- Jojô/Sandy (トラハムちゃん, Torahamu-chan)

É uma hamster atlética que adora desporto. Gosta principalmente de usar a sua fita para ginástica artística. É irmã gémea do Stan e tem de estar sempre de olho nele por causa dos sarilhos que ele causa. Usa um laço vermelho na cauda. Está apaixonada pelo Maxwell. A sua dona é a ginasta rítmica Hillary (Helena).
- Stan/João (Torahamu-kun)

É um hamster bastante galanteador, que se mete sempre em sarilhos por se atirar às hamsters fêmeas. É bastante desportista, gostando de praticar desportos radicais e passando bastante tempo no ginásio. Gosta de tocar ritmos latinos nas suas maracas, que leva quase sempre consigo. É irmão gêmeo da Jojô, e seu dono é o desportista Noel.
Estas personagens fazem parte do Clube dos Ham-Hams. Existem outros personagens, humanos e animais, que não fazem parte do clube mas estão directamente ligados aos hamsters.
Lista de Hamsters
| Nome Original  | Nome no Ocidente | Gênero | Altura | Dono          | 1a Aparição  |
| -------------- | ---------------- | ------ | ------ | ------------- | ------------ |
| Hamutarō       | Hamtaro          | Macho  | 8.6 cm | Laura Haruna  | Episódio 1   |
| Ribon-chan     | Bijou            | Fêmea  | 7.5 cm | Maria         | Episódio 1   |
| Taishō-kun     | Boss             | Macho  | 10 cm  | -             | Episódio 1   |
| Kōshi-kun      | Oxnard           | Macho  | 10 cm  | Kana Iwata    | Episódio 1   |
| Mafurā-chan    | Pashmina         | Fêmea  | 7.5cm  | June          | Episódio 2   |
| Chibimaru-chan | Penelope         | Fêmea  | 6.2cm  | Kylie         | Episódio 2   |
| Maido-kun      | Howdy            | Macho  | 8.5cm  | Goldie        | Episódio 2   |
| Megane-kun     | Dexter           | Macho  | 8.7cm  | Curtis        | Episódio 2   |
| Neteru-kun     | Snoozer          | Macho  | 8.5cm  | -             | Episódio 2   |
| Panda-kun      | Panda            | Macho  | 8.8cm  | Mimi          | Episódio 3   |
| Noppo-kun      | Maxwell          | Macho  | 10.5cm | Melissa       | Episódio 3   |
| Torahamu-chan  | Sandy            | Fêmea  | 7.5cm  | Hillary       | Episódio 3   |
| Kaburu-kun     | Cappy            | Macho  | 7.0cm  | Kip and Sue   | Episódio 3   |
| Tongari-kun    | Jingle           | Macho  | 8.5cm  | -             | Episódio 10  |
| Torahamu-kun   | Stan             | Macho  | 7.5cm  | Noel          | Episódio 14  |
| Rapisu-chan    | Lapis            | Fêmea  | 7.5cm  | Maggie O'Hara | Episódio 194 |
| Razuri-chan    | Lazuli           | Fêmea  | 7.5cm  | Maggie O'Hara | Episódio 194 |

## Mangá
Existem três mangás sobre Hamtaro, "A Home for Hamtaro", "Hamtaro Gets Lost" e "Jealous Hamtaro". Nos dois primeiros, a dona do Hamtaro se chama Yukari, enquanto no último, seu nome é Amy.

## Anime
No Japão, Hamtaro exibiu três séries de anime, lançou quatro filmes, vários OVAs, muitos lançamentos de jogos eletrônicos, DVDs e mercadorias. Em 2002, a franquia gerou US $ 2,5 bilhões em vendas de mercadorias.
Em 23 de fevereiro de 2011, foi anunciado que Hamtaro receberia uma série intitulada Trotting Hamtaro Dechu!

### Dubladores

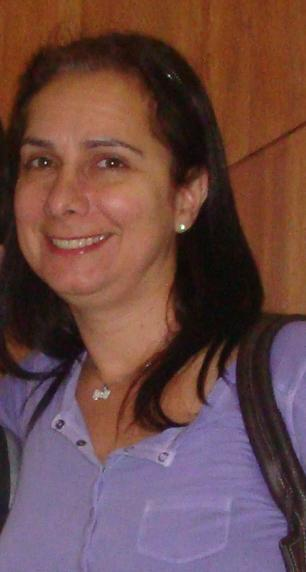
Christiane Monteiro dublou Bijou, a hamster francesa.

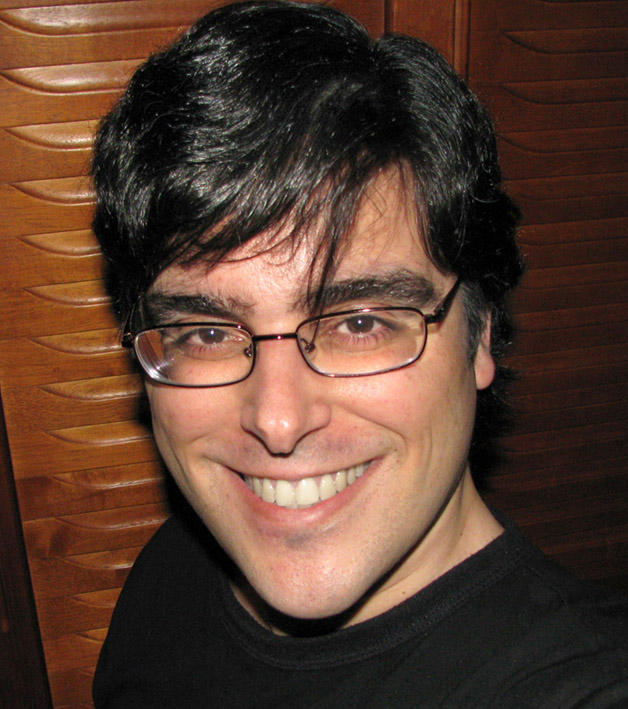
Guilherme Briggs dublou o galanteador João.

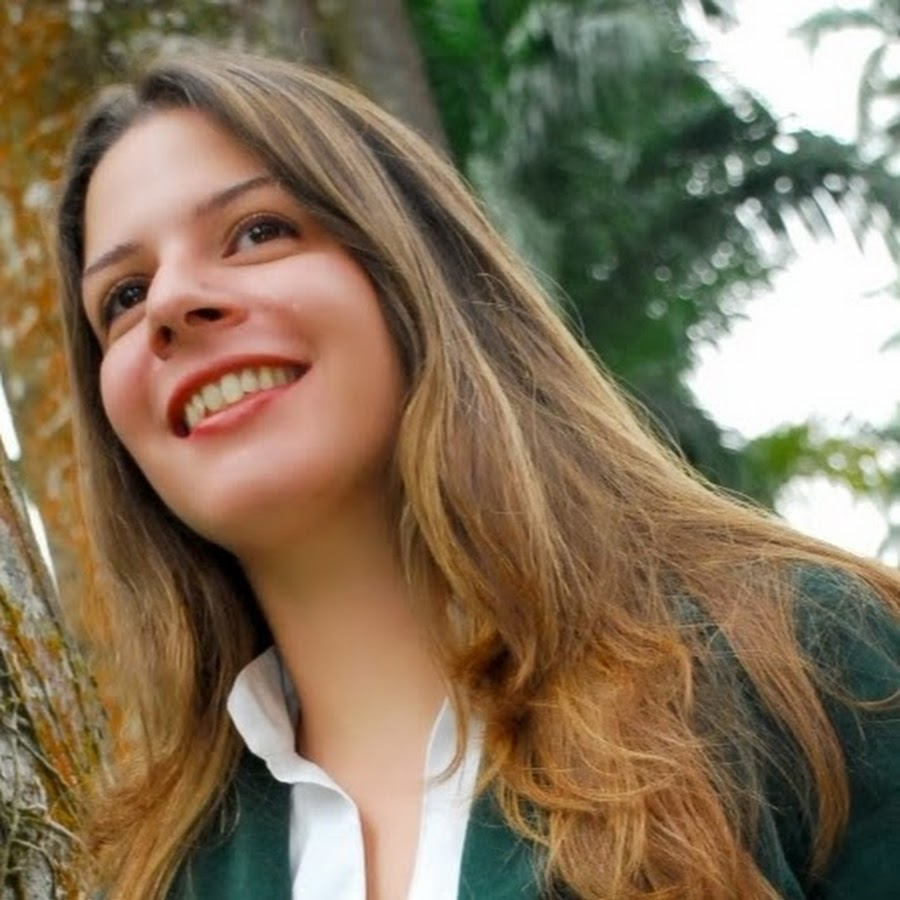
Sylvia Salustti dublou Ana, a amiga de Laura.

- Fonte: [1]

| Dublador              | Personagem     |
| --------------------- | -------------- |
| Dilma Machado         | Hamtaro        |
| Marisa Leal           | Laura Haruna   |
| Christiano Torreão    | Fofuxo         |
| Francisco José        | Chefe          |
| Christiane Monteiro   | Bijou          |
| José Luiz Barbeito    | Aurélio        |
| Mário Tupinambá Filho | Mauricinho     |
| Miriam Ficher         | Touquinha      |
| Marcelo Garcia        | Soninho        |
| Alexandre Moreno      | Panda          |
| Flávia Saddy          | Pashmina       |
| Sérgio Muniz          | Tureco         |
| Guilherme Briggs      | João           |
| Ana Lúcia Menezes     | Jojô           |
| Miguel Rosenberg      | Mestre Ham Ham |
| Andrea Murucci        | Penelope       |
| Dário de Castro       | Jingle         |
| Sylvia Salustti       | Ana            |
| Felipe Drummond       | Thiago         |
| Priscila Amorim       | Camilla        |
| Guilene Conte         | June           |
| Sabrina L'Astorina    | Helena         |
| Duda Espinoza         | Noel           |
| Ettore Zuim           | Pai da Laura   |
| Márcia Morelli        | Mãe da Laura   |